# Pablo Sánchez (calciatore argentino)
Pablo Andrés Sánchez, meglio noto come Vitamina Sánchez (Rosario, 3 gennaio 1973), è un allenatore di calcio ed ex calciatore argentino, di ruolo centrocampista, tecnico del LDU Quito.

## Palmarès

### Giocatore

#### Competizioni internazionali
- Coppa CONMEBOL: 1

Rosario Central: 1995

### Allenatore

#### Competizioni nazionali
- Campionato ecuadoriano: 1

LDU Quito: 2024
- Supercoppa ecuadoriana: 1

LDU Quito: 2025